# Canto a tenore
Canto a tenore (tal. iz sardinskog cantu a tenore, poznato i kao u tenore, su cuncordu, su cuntrattu, su 'ussertu, s'agorropamentu, cantu a proa) je vrsta polifonijskog narodnog pjevanja koje potječe iz pastirskih običaja središnje regije Barbagia, a danas je prošireno po cijeloj Sardiniji (Italija). Prema nekim antropološkim istraživanjima, ovakav način pjevanja postoji još od kulture nuraghija iz metalnog doba. Kao izraz sardinijske kulture canto a tenore je upisano na UNESCO-ov popis nematerijalne svjetske baštine u Europi.
Obično ga izvode četiri muškarca koji pjevaju različitim glasovima (bassu, contra, boche i mesu boche) dok stoje tvoreći zatvoren krug. Solo pjevač (boche ili oche) izvodi neku prozu ili poemu, koju ponavlja mesu boche, dok su ostali glasovi prateći vokali. Glavna odlika ovog pjevanja je dubok i grlata boja tona pratećih glasova bassu i contra. Umjetnost pjevača iz regije Barbagia je ukorijenjena u svakodnevnom životu lokalnih zajednica. Tako se canto a tenore često izvodi spontano u lokalnim barovima (zilleri), ali i prilikom svečanosti kao što su vjenčanja, striženja ovaca, vjerskih festivala i karnevala Barbaricino.
Na Sardiniji postoji veliki repertoar canto a tenore pjesama i vrsta. Tako se prema načinu izvođenja tenore pjesama mogu prepoznati izvođači iz raznih sela. Najčeše melodije su serenade boche ’e notte („glas noći“) te plesne pjesme kao što su mutos, gosos i ballos. Stihovi su ili drevni ili suvremene poeme o svakodnevnim temama kao što je emigracija, nezaposlenost i politika u satiričnom, zabavnom ili čak protestnom tonu. U ovom smislu, pjesme se mogu smatrati i tradicionalnim i suvremenim načinom izražavanja kulture. 
Canto a tenore je posebno osjetljiv na socijalno-društvene promjene kao što je slabljenje pastirske kulture i pojačanog turizma na Sardiniji. Izvedbe na pozornicama za turiste narušavaju raznolikost repertoara i intimni okvir izvornih izvedbi. Neke od slavnih skupina koje izvode canto a tenore su: Tenores di Bitti, Tenores de Orosei, Tenores di Oniferi i Tenores di Neoneli.

## Vanjske poveznice
- The Oral Tradition of the a Tenore Song (engl.)
- Video primjer canto a tenore pjevanja na Youtube